# Лас-Медулас
Лас-Ме́дулас (исп. Monumento Natural de las Médulas) — древний римский золотой рудник, расположенный в северо-западной части Испании, недалеко от города Понферрада (район Эль-Бьерсо). Внесен в список Всемирного наследия ЮНЕСКО в 1997 году.
Лас-Медулас представляет собой район древней золотодобычи. Разработка велась с I в. н. э. по III в. н. э. гидравлическим способом. Об этих местах в древности написал Плиний Старший: «То, что творится в Лас-Медулас, превосходит работу гигантов». (лат. Tertia ratio opera vicerit Gigantum) Пугающе-необычный ландшафт Лас-Медулас тоже является наследием римлян. Он образовался в результате интенсивной выработки шахт и последующих паводков, которые заполнили шахты огромным количеством воды, после чего произошло проседание пород.
По словам Плиния, во времена величайшей славы в шахтах работали 60 000 рабочих, которые добывали 20 000 римских фунтов (6600 кг) золота в год. Предположительно, за 250 лет существования рудников могло быть добыто около 5 млн римских фунтов (1650 тонн) золота.